# Dangerous Dave in the Haunted Mansion
Dangerous Dave in the Haunted mansion (biết đến với tên Dangerous Dave 2, dưới tiêu đề Froggman, Rooms of Doom là phần tiếp theo trong năm 1991 của trò chơi Dangerous Dave. Trò chơi đã được tạo ra bởi John Romero, John Carmack, Adrian Carmack và Tom Hall. Trò chơi đã được phát triển dựa trên engine của Shadow Knights với các mã lệnh để khiến cho chuyển động mượt hơn. Một hệ thống tự động nạp đạn súng cũng được sử dụng trong game. Bất kì tính năng nào được ra mắt đều được tích hợp sang phần tiếp theo của trò chơi, Dangerous Dave's Risky Rescue và Dave Goes Nutz!

## Phiên bản gốc đầu tiên
Nhiệm vụ của Dave là giải cứu anh trai Delbert bị lạc trong căn biệt thự ma ám chứa đầy những sinh vật kì lạ. Để cứu được anh trai, anh ta cần hoàn thành 8 vòng chơi. Một khẩu súng anh ấy mang theo được dùng để giết quái vật như thây ma, hồn ma, sinh vật dính, v.v. Từng ván chơi có những loại bẫy khác nhau và những viên kim cương sáng bóng (phần thưởng cho người chơi).

## Phiên bản "Froggman"
Năm 1993, trò chơi được phát hành lại bời Froggman dưới cái tên "Rooms of Dooms". Cốt truyện vẫn giống như cũ, nhưng nhân vật chính (Dave) được đổi tên thành "Jake" đang đi vào một căn biệt thự bị ám để cứu người bạn (Delbert) "Mikey". Phiên bản này được phát hành cho đĩa mềm loại 3½ và 5¼ cho máy MS-DOS

## Phiên bản điện thoại
Dangerous Dave in the Haunted Mansion được làm lại cho điện thoại di động vào năm 2008. Phiên bản này được phát triển trên Java và gần như tương thích với phần lớn điện thoại di động vào thời này